# Liste der Bodendenkmäler in Wonneberg

Wonneberg

Auf dieser Seite sind die Bodendenkmäler in der oberbayerischen Gemeinde Wonneberg zusammengestellt. Diese Tabelle ist eine Teilliste der Liste der Bodendenkmäler in Bayern. Grundlage ist die Bayerische Denkmalliste, die auf Basis des Bayerischen Denkmalschutzgesetzes vom 1. Oktober 1973 erstmals erstellt wurde und seither durch das Bayerische Landesamt für Denkmalpflege geführt wird. Die folgenden Angaben ersetzen nicht die rechtsverbindliche Auskunft der Denkmalschutzbehörde.

## Bodendenkmäler in Wonneberg
| Lage                 | Objekt | Akten-Nr.     | Bild |
| -------------------- | --- | ------------- | ---- |
| Wonneberg (Standort) | Untertägige mittelalterliche und frühneuzeitliche Befunde im Bereich der Kath. Filialkirche St. Margaretha in Egerdach und ihres Vorgängerbaus.     | D-1-8042-0161 |      |
| (Standort)           | Burgstall „Halmberg“ des Mittelalters und der frühen Neuzeit.                                                                                       | D-1-8042-0066 |      |
| (Standort)           | Untertägige mittelalterliche und frühneuzeitliche Befunde im Bereich der Kath. Kuratiekirche St. Leonhard in Wonneberg und ihrer Vorgängerbauten.   | D-1-8042-0083 |      |
| (Standort)           | Grabhügel vorgeschichtlicher Zeitstellung. | D-1-8042-0084 |      |
| (Standort)           | Untertägige mittelalterliche und frühneuzeitliche Befunde im Bereich der Kath. Filialkirche St. Nikolaus in Kirchhalling und ihrer Vorgängerbauten. | D-1-8042-0232 |      |